# Carlos Martín
Carlos Martín Domínguez (Madrid, 22 aprile 2002) è un calciatore spagnolo, attaccante dell'Atlético Madrid.

## Carriera
Cresciuto nell'Atlético Madrid, debutta in prima squadra il 20 novembre 2021 nella partita di campionato vinta 1-0 contro l'Osasuna.